# Phaesticus
Phaesticus is een geslacht van rechtvleugeligen uit de familie doornsprinkhanen (Tetrigidae). De wetenschappelijke naam van dit geslacht is voor het eerst geldig gepubliceerd in 1940 door Uvarov.

## Soorten
Het geslacht Phaesticus omvat de volgende soorten:
- Phaesticus azemii Mahmood, Idris & Salmah, 2007
- Phaesticus carinatus Zheng, 1998
- Phaesticus insularis Hancock, 1907
- Phaesticus mellerborgi Stål, 1855
- Phaesticus moniliantennatus Günther, 1940
- Phaesticus sumatrensis Willemse, 1928